# Neutrodiaptomus incongruens
Neutrodiaptomus incongruens is een eenoogkreeftjessoort uit de familie van de Diaptomidae. De wetenschappelijke naam van de soort is voor het eerst geldig gepubliceerd in 1888 door Poppe.